# Vitlut
Vitlut är lösning av kemikalier, som utnyttjas för att bryta ner och lösa ut ligninet i veden under kokning enligt sulfatprocessen. Vitlut är starkt basisk eller alkalisk och mycket frätande. Vitlutens aktiva huvudkomponenter är:
- natriumhydroxid (NaOH)
- natriumsulfid (Na2S)

## Kausticering
Vitlut bildas genom kausticering av grönlut med hjälp av kalciumhydroxid (kausticeringsjämvikten), varvid grönlutens natriumkarbonat omvandlas (kausticeras) till natriumhydroxid samtidigt som kalciumkarbonat med låg löslighet utfälls enligt
Na2CO3 + Ca(OH)2  ⇌  2 NaOH + CaCO3 (s)
Fällningen av kalciumkarbonat, som brukar kallas mesa, avskiljes därefter genom vitlutsklarning (sedimentering) eller filtrering. Den lösta natriumsulfiden förblir opåverkad av denna kausticeringsreaktion och följer därmed med från grönluten till vitluten vid i stort sett oförändrad koncentration.
Kalciumhydroxiden fås från kalciumoxid, som bränts i mesaugnen från kalciumkarbonatet (mesan), genom släckningsreaktionen
CaO (s) + H2O → Ca(OH)2
som är en kraftigt exoterm reaktion. Temperaturen på den bildade vitluten hamnar genom värmeutvecklingen vid kokpunkten strax över 100 °C (till följd av kokpunktsförhöjningen) då man normalt inte använder trycksatta tankar för dessa processer.
Som mått på omvandlingen från natriumkarbonat till natriumhydroxid används följande begrepp, varvid cX betecknar molariteten [mol dm−3] för substansen X:
{\displaystyle Kausticeringsgrad={\frac {c_{NaOH}}{(c_{NaOH}+2\times c_{Na_{2}CO_{3}})}}}

Kausticeringsjämvikten motverkas naturligtvis av hög alkalihalt och normalt uppnås kausticeringsgrader på 80-85%.

## Mått för alkalihalt
Vitlut karakteriseras genom ett antal olika parametrar. Dessa parametrar syftar dels till att ange vitlutens alkalitet (hydroxidjonkoncentration) samt dess sulfidjonkoncentration, dels till att ange mängden inerta kemikalier, som kan betraktas som "barlast". Anledningen till de alkalimått, som förekommer, är att man för kokluten inte vet i vilken grad sulfidjonen från natriumsulfiden föreligger som sulfidjon, som hydrosulfidjon eller till och med som vätesulfid:
Na2S  ⇌  2 Na+ + S2-            (1)
S2- + H2O  ⇌  HS- + OH-       (2)
HS- + H2O  ⇌  H2S + OH-      (3)
Dessa sulfidjämvikter påverkas av många andra komponenter i koklutarna och dessutom är temperaturen för dessa jämviktsreaktioner i koksammanhang runt 160-170 °C, vilket inte har kunnat undersökas i laboratoriemiljö. Istället har man därför definierat följande parametrar som mått på vitlutens alkalitet:
Koncentration av effektivt alkali,
{\displaystyle \left[EA\right]=c_{NaOH}+c_{Na_{2}S}}

vilket i princip innebär att man inkluderar det alkali, som bildas i jämvikten (2) ovan, i det effektiva alkalit, d.v.s. man antar härvid att denna hydroxidmängd bidrar till alkaliteten i det effektiva alkalit.
Koncentration av aktivt alkali,
{\displaystyle \left[AA\right]=c_{NaOH}+2\times c_{Na_{2}S}}

vilket i princip innebär att man också inkluderar det alkali, som bildas i jämvikten (3) ovan, i det aktiva alkalit. Det kan ju inte vara så att jämvikten (3) är förskjuten till höger i vitlut, ty då skulle stora mängder divätesulfid (H2S) frigöras som gas. Men i koksammanhang kan man tänka sig att denna hydroxidmängd kan bli tillgänglig genom att sulfidjonen (eller hydrosulfidjonen) reagerar med vedsubstanserna och "binds", varvid samtidigt hydroxid genereras.
Koncentration av titrerbart alkali,
{\displaystyle \left[TA\right]=c_{NaOH}+2\times c_{Na_{2}S}+2\times c_{Na_{2}CO_{3}}}

där enhet för dessa koncentrationsangivelser är mol dm−3 eller M. Genom multiplikation av de högre leden i dessa tre uttryck med 40 (g mol−1) baserat på molmassan för NaOH fås koncentrationerna för dessa tre alkalimått i g dm−3 eller kg m−3 av NaOH. (I många läroböcker och dylikt inom pappersmassaområdet används inte molbegrepp eller molaritet utan bara koncentrationer i form av kg m−3, och för att förklara dessa alkalibegrepp använder man uttryck som att "alla alkalisalterna ska räknas som NaOH" eller "räknas som g NaOH-ekvivalenter", vilket något oklart betyder att man från de aktuella salterna räknar fram molariteten för natrium och sedan multiplicerar med 40.)
Det är också vanligt, speciellt i amerikansk litteratur, att ange effektivt (liksom aktivt och titrerbart) alkali som kg Na2O m−3. (Detta är något märkligt genom att föreningen Na2O aldrig kan förekomma i vitlut (eller grönlut).) Omräkningen är dock enkel genom att 2 mol NaOH motsvaras av 1 mol Na2O (enligt 2 NaOH  ⇌  Na2O + H2O), d.v.s. man får halva molantalet av Na2O jämfört med NaOH. Samtidigt är molmassan för Na2O lika med 62 g mol−1 medan molmassan för NaOH är 40 g mol−1. Om man därmed vill uttrycka effektivt alkali (o.s.v.) som kg Na2O m−3 fås följande omräkningsfaktor för koncentrationsangivelserna
[EA{som Na2O}]    =    [EA{som NaOH}] x (1/2) x (62/40)    =    0,775 x [EA{som NaOH}]    med koncentrationsenheten kg m-3
Genom standardiserade analysmetoder kan dessa koncentrationsparametrar för vitlut bestämmas. Man kan tolka dessa koncentrationsangivelser på följande vis:
Effektivt alkali inkluderar en hydroxidjon för varje sulfidjon, d.v.s. man antar att all sulfid föreligger som vätesulfidjoner. Aktivt alkali inkluderar ytterligare en hydroxidjon för varje sulfidjon, d.v.s. man inkluderar också det alkali som genereras då den andra sulfidjämvikten ovan förskjutits åt höger, vilket knappast äger rum i vitlut men kan tänkas förekomma i kokprocessen när alkali gradvis förbrukas. Slutligen innebär begreppet titrerbart alkali att också karbonatjoner som förekommer i lösningen helt protoneras, varvid ytterligare hydroxidjoner kan bildas genom att följande jämvikter helt förskjuts åt höger:
CO32- + H2O  ⇌  HCO3- + OH-
HCO3- + H2O  ⇌  H2CO3 + OH-
Man kan också tolka titrerbart alkali som den mängd alkali i vitlut, som kan titreras med syra, utan att därmed anse att all denna hydroxid verkligen är tillgänglig för kokprocesserna. Data från dessa analysmetoder ger samtidigt möjlighet att fastlägga halter av både natriumhydroxid, av natriumsulfid och av natriumkarbonat. I Europa används vanligen begreppet effektiv alkali som mått på vitlutens alkalitet. Under normala förhållanden får vitluten oftast en EA-koncentration på 110–120 kg m−3 (2,75-3 M), men värden utanför detta område förekommer också. I princip vill man ha så hög EA-koncentration som möjligt, eftersom detta medför mindre indunstningsbehov för den resulterande svartluten och därmed mindre ångförbrukning, men kausticeringsprocessen sätter en gräns genom att kausticeringsgraden sjunker vid högre alkalikoncentrationer. I Nordamerika karakteriseras vitluten oftast av begreppet aktivt alkali.
Ibland förekommer uttrycket "vitlutens aktivitet" eller "vitlutsaktivitet". Med detta avses kvoten [AA]/[TA], det vill säga den andel av titrerbart alkali som kan hänföras till hydroxid (om sulfidjonerna antas fullständigt protolyserade) till skillnad från karbonatjonerna, som inte protolyseras vid aktuella alkalinivåer (höga pH-värden) som gäller för vitlut. "Vitlutsaktivitet" är därmed på samma sätt som kausticeringsgrad ett mått på omvandlingen av natriumkarbonat till natriumhydroxid genom kausticeringen, med den skillnad att man för vitlutsaktivitet också inkluderar natriumsulfidens potentiellt fullständiga hydroxidgenerering i både täljare och nämnare. Som normalt värde på vitlutens aktivitet kan 85% anges. Uttrycket är något förvirrande då det kan associera till kemisk aktivitet.

## Mått för sulfidhalt
Utöver dessa alkalimått karakteriseras vitlut genom begreppet sulfiditet, som definieras enligt
{\displaystyle Sulfiditet={\frac {2\times c_{Na_{2}S}}{(c_{NaOH}+2\times c_{Na_{2}S})}}}

där man bara beaktar natrium (och sulfid) ingående i aktivt alkali. Sulfiditeten kan tolkas som den andel av alkalit i aktivt alkali (AA) som härrör från natriumsulfid (Na2S). Vanliga värden för sulfiditet är 25-40%. I princip gäller att ju högre sulfiditet man har i vitluten, desto bättre massaegenskaper erhålles. Samtidigt medför högre sulfiditet i luten högre svaveldioxidbildning i sodapannan, varför man kan anse att ca 40% utgör en övre teknisk gräns för sulfiditeten. Många fabriker i världen kör fortfarande med låga sulfiditeter runt 20% då man för sodapannorna saknar skrubberutrustning, som används för att absorbera svaveldioxid från rökgaserna.
Ytterligare ett svavelrelaterat begrepp bör nämnas med anknytning till vitlut:
{\displaystyle Reduktionsgrad={\frac {c_{Na_{2}S}}{(c_{Na_{2}S}+c_{Na_{2}SO_{4}})}}}

vilket anger hur effektivt svavlet i svartluten (som förbränns i sodapannan och där svavlet bör reduceras till sulfid och inte oxideras till sulfat) omvandlats till sulfid. (Natriumsulfat är grunden till benämningen sulfatprocess genom att man före sodapannan kan sätta till natriumsulfat för att täcka kemikalieförluster i återvinningssystemen och i fiberlinjen, och detta sulfat reduceras således i sodapannan till sulfid.) Reduktionsgraden bestäms från grönlutsprover då kemikaliesmältan från sodapannan lösts i grönluten. Normala värden för reduktionsgraden är idag 95-98%.

## Andra vitlutskomponenter
Vitluten innehåller även mindre mängder andra (oönskade) kemikalier, som inte har regenererats till aktiva komponenter under sulfatprocessens kemikalieråtervinning. Vidare följer viss mängd kalciumföreningar med från kausticeringsprocessen. Till exempel förekommer följande substanser i varierande omfattning:
- kalciumkarbonat, CaCO3 (suspenderat)
- kalciumsulfat, CaSO4
- natriumkarbonat, (Na2CO3)
- natriumsulfat, (Na2SO4)
- natriumsulfit, (Na2SO3)
- natriumtiosulfat, (Na2S2O3)

Följande tabell visar typiska halter av olika komponenter i vitlut:
| Substans                   | Mängd           | Enhet       |
| Natrium (Na)               | 97              | kg m−3      |
| Kalium (K)                 | 14              | kg m−3      |
| Totalt svavel (S)          | 22              | kg m−3      |
| Svavel som sulfid (S2-)    | 18              | kg m−3      |
| Totalt klor (Cl)           | 2               | kg m−3      |
| Natriumhydroxid (NaOH)     | 88 (80 - 120)   | kg m−3      |
| Natriumsulfid (Na2S)       | 42 (30 - 45)    | kg m−3      |
| Natriumkarbonat (Na2CO3)   | 40 (20 - 60)    | kg m−3      |
| Natriumsulfit (Na2SO3)     | 2 (4 - 14)      | kg m−3      |
| Natriumtiosulfat (Na2S2O3) | 9 (10 - 23)     | kg m−3      |
| Natriumsulfat (Na2SO4)     | 2 (10 - 40)     | kg m−3      |
| Effektivt alkali (EA)      | 110 (105 - 120) | kg NaOH m−3 |
| Aktivt alkali (AA)         | 131 (125 - 145) | kg NaOH m−3 |
| Titrerbart alkali (TA)     | 162 (155 - 175) | kg NaOH m−3 |
| Sulfiditet                 | 33 (25 - 40)    | %           |

## Satsning av vitlut
Vitluten satsas till vedflis i kokaren som reaktionskemikalier för delignifieringsprocesserna. Satsningen baseras på mängden torr ved även om veden också innehåller större mängder fukt. Satsningen beror dels på vedslag (barrved eller lövved), dels på vilken massakvalitet som ska produceras. Barrved kräver mer vitlut än lövved och massor som ska blekas kräver mer vitlut än sådana som inte ska blekas, som t.ex. massor för säckpapper, linerboard och fluting.
Normala satsningsnivåer är 15-20% effektivt alkali (som NaOH) räknat på torr ved. Detta innebär 150–200 kg effektivt alkali per ton torr ved. Vid en vitlutskoncentration av 120 kg m−3 av effektivt alkali innebär detta en satsning av ca 1,25-1,67 m3 vitlut per ton torr ved.
Veden till kokaren innehåller nästan alltid 40-60% vatten eller vedfukt och i kokaren görs också luftutdrivning med hjälp av ånga, så kallad basningsånga, som till stor del kondenserar i kokaren. Ofta tillsätter man också viss mängd svartlut för att skapa lämpligt förhållande mellan vätska och ved, till exempel 3,5:1 upp till 4:1. Grunden till att svartlut tillsätts i stället för vatten är att man härigenom undviker utspädningseffekt, som i annat fall vid tillsats av mer vatten skulle medföra ökat indunstningsbehov för den efter kokprocesserna resulterande svartluten. Dessa utspädningar innebär att koncentration av effektivt alkali inne i kokaren normalt är mindre än hälften av den rena vitlutens koncentration.